# العلاقات الجنوب سودانية الكوبية
العلاقات الجنوب سودانية الكوبية هي العلاقات الثنائية التي تجمع بين جنوب السودان وكوبا.

## مقارنة بين البلدين
هذه مقارنة عامة ومرجعية للدولتين:
| وجه المقارنة                                              | جنوب السودان                  | كوبا                              |
| --------------------------------------------------------- | ----------------------------- | --------------------------------- |
| المساحة (كم2)                                             | 619.75 ألف                    | 109.88 ألف                        |
| عدد السكان (نسمة)                                         | 12.58 مليون                   | 11.48 مليون                       |
| الكثافة السكانية (ن./كم²)                                 | 20.3                          | 104.48                            |
| العاصمة                                                   | جوبا                          | هافانا                            |
| اللغة الرسمية                                             | لغة إنجليزية                  | اللغة الإسبانية                   |
| العملة                                                    | جنيه جنوب سوداني، جنيه سوداني | بيزو كوبي، بيزو كوبي قابل للتحويل |
| الناتج المحلي الإجمالي (بليون دولار)                      | 2.90 مليار                    | 87.13 مليار                       |
| الناتج المحلي الإجمالي (تعادل القوة الشرائية) بليون دولار | 22.88 مليار                   |                                   |
| الناتج المحلي الإجمالي الاسمي للفرد دولار أمريكي          | 73                            |                                   |
| الناتج المحلي الإجمالي للفرد دولار أمريكي                 | 2.02 ألف                      |                                   |
| مؤشر التنمية البشرية                                      | 0.467                         | 0.769                             |
| رمز المكالمات الدولي                                      | +211                          | +53                               |
| رمز الإنترنت                                              | .ss                           | .cu                               |
| المنطقة الزمنية                                           | ت ع م+03:00                   | 00                                |

## منظمات دولية مشتركة
يشترك البلدان في عضوية مجموعة من المنظمات الدولية، منها:
| علم المنظمة | اسم المنظمة                   | تاريخ انضمام جنوب السودان | تاريخ انضمام كوبا |
| ----------- | ----------------------------- | ------------------------- | ----------------- |
|             | يونسكو                        | 27 أكتوبر 2011            | 29 أغسطس 1947     |
|             | الاتحاد الدولي للاتصالات      | 3 أكتوبر 2011             | 16 يناير 1918     |
|             | الاتحاد البريدي العالمي       | ?                         | ?                 |
|             | منظمة الشرطة الجنائية الدولية | ?                         | ?                 |
|             | الأمم المتحدة                 | 14 يوليو 2011             | 24 أكتوبر 1945    |

## وصلات خارجية
- موقع وزارة الخارجية الجنوب سودانية
- موقع وزارة الخارجية الكوبية